# Wind River (pel·lícula)
Wind River és una pel·lícula policial de neowestern del 2017 escrita i dirigida per Taylor Sheridan. La pel·lícula és protagonitzada per Jeremy Renner i Elizabeth Olsen com a rastrejador del Servei de Pesca i Fauna Salvatge dels EUA i un agent de l'FBI, respectivament, que intenten resoldre un assassinat a la reserva índia Wind River a Wyoming. Gil Birmingham, Jon Bernthal i Graham Greene també la protagonitzen. Ha estat subtitulada al català.
Sheridan ha dit que va escriure la pel·lícula per conscienciar sobre el problema de l'elevat nombre de dones indígenes que són violades i assassinades, tant dins com fora de les reserves.
Wind River es va exhibir al Festival de Cinema de Sundance de 2017 i es va estrenar als Estats Units el 4 d'agost de 2017. La pel·lícula va rebre crítiques generalment positives i va ser un èxit de taquilla, amb una recaptació de 45 milions de dòlars per un pressupost d'11 milions de dòlars. Es va estrenar en cinemes a càrrec de The Weinstein Company (TWC), però l'octubre de 2017, després de les nombroses denúncies d'abús sexual contra Harvey Weinstein, Lionsgate va adquirir els drets de distribució de la pel·lícula per als mitjans domèstics. Els crèdits i el logotip de Weinstein es van ometre als mitjans domèstics i als serveis de reproducció en línia, ja que TWC va perdre els seus drets de distribució.